# فیض‌الله‌بیگی
فیض‌الله‌بیگی، یکی از ایلات کرد استان آذربایجان غربی و شمال استان کردستان است که در شهرستان‌های بوکان، سقز و شهر ربط در شهرستان سردشت و شهرستان بانه ساکن هستند.
- خاندان‌های شامل:صلاح، نیرومند، گلاویژ، فیض‌الله‌بیگی، ادهمی، ،مرتضائی، بابامیری (سقز و بوکان)،سلیمی، شجیعی، اشراقی، ناهید، دادخواه، شکارچی، فاتح، یزدان پناه،انوشیروانی، فاروقی، متین، شیربیگی و رشیدی (سردشت)، ایوبی، عبدالله‌بیگی، شیرزاد، امیری، کیخسروی، بهرامی بابامیری، صالحی بابامیری  از خانواده‌های فیض‌الله‌بیگی هستند.[۲]
- ایل فیض‌الله‌بیگی همگی از اولاد بوداق سلطان حاکم میرنشین مکریان و فقه احمد دارشمانه هستند.
- این طایفه در ایلات کردستان تسلطاتی بر کردستان داشته اند همچو عزیزخان(منطقه اربغلو،کندلان،قشلاقان،و...) بوداق سلطان(برکل‌کردستان) و احمد دارشمانه (در مناطق سردشت و بوکان)

## سکونتگاه
ایلات اطراف بوکان، دو خاندان مشهور فیض‌الله بیگی مشهور به بیکزاده و دیگری دهبکری‌ها هستند که هر یک از این دو عشیره در حدود یکصد آبادی را فرا گرفته‌ بودند (دهبکری‌ها در روستای برهان سکونت داشتند) و قبل از اجرای اصلاحات ارضی این دو خاندان مالکینی بودند که هر یک پنج الی ده آبادی را در مالکیت و تصرف داشته و رعایا از آنها فرمانبرداری می‌کردند.
روستاهای شهرستان بوکان از نظر زراعت بهترین محصول گندم و جو را عرضه می‌داشت و از این جهت بوکان به «انبار غلهٔ آذربایجان» معروف بود. سایر محصولات از قبیل چغندر قند، توتون، پنبه، تخم آفتابگردان، ذرّت، و غیره نیز جزو صادرات این منطقه به‌شمار می‌رفته است. از باغات جدیدالإحداث نیز میوه‌های درختی از جمله سیب، هلو، زردآلو و غیره به بازار وارد می‌شده است.

## پیشینه تاریخی
جد اعلای این عشیره فقیه احمد دارشمانه عراقی است (قهرمان داستانهای حماسه آفرین و بنیانگذار سلسله‌ی پنجم امارت بابان) و شجاعت ایشان در این مختصر نمی‌گنجد.
فیض‌اله بیگ پسر عبدالرحمن بیگ مکری پسر مصطفی بیگ دوم پسر مصطفی بیگ اول (مشهور به مصطفی بیک پی بازی) پسر احمد خان بیگ پسر محمد خان بیگ پسر سیف‌الدین پسر میره پاشا پسر بابا عمر پسر فقه احمد دارشمانه است که او نیز پسر میر ابدال بیگ بوده‌است. فقه احمد در قرن ۱۷ میلادی (۱۶۶۴_۱۶۱۰) زندگی کرده‌است. یکی دیگر از پسران فقه احمد دارشمانه‌ای میر سلیمان بیگ پاشای بابان می‌باشد که در فاصله سالهای ۱۷۰۳_۱۶۶۴ میلادی حکومت بابان را برعهده داشته‌است و مشهورترین امیر این امارت می‌باشد.
عبدالرحمن بیگ پدر آقا فیض‌الله بیگ دارای سه پسر به نامهای فیض‌الله، کریم و سلطان بیگ بوده‌است، فیض‌اله بیگ شخصیتی ممتازی بوده که بر سایر برادران خود برتری و تفوق داشته، مرد مقتدر و با نفوذ و توانا و هر دهی را که می‌خرید یا به تصرف خود درمی‌آورد در آنجا مسجد، حمام و مدرسه می‌ساخت و بچه‌های مردم را وادار به تحصیل و درس خواندن می‌کرد.

### عبدالرحمن بیگ
عبدالرحمن بیگ پدر فیض‌الله‌بیگ، بر اثر مخالفت و فشار ایل منگور در اطرافِ مهاباد که قبلاً آن منطقه را برای سکونت برگزیده بود، ناچار شد که به طرف بوکان نقل مکان نماید و املاکی را در این منطقه بدست بیاورد و پس از قتل عباس آقا رئیس ایل دهبکری در ساوجبلاغ به تهران رفت تا در آنجا با نخست‌وزیر وقت حاج میرزا آقاسی دیدار نماید و بر اثر این ملاقات بنا به توصیه‌ی نخست‌وزیر که مورد اعتماد شاه بود، عبدالرحمن بیگ به حضور شاه بار یافتند، و مورد مرحمت و خلعت قرار گرفت و نیز این ملاقات موجب آن شد که منطقه مکری از آشوب و خونریزی در امان مانده و مصون گردد و قبل از آمدن عبدالرحمن بیک به اطراف بوکان املاک آنجا در دست عده‌ای از ترک‌های افشاری بود و قسمتی نیز در دست کردهای طایفه به نام ورمزیار بود که در خاک مکری زندگی می‌کردند و هنوز هم خانواده‌هایی از این طایفه در بوکان و حومه آن باقی هستند ولی این طایفه در اثر فشار ایل فیض‌اله بیکی ناچار به مهاجرت و ترک املاک خود به‌سوی جنوب شدند عده‌ای نیز با رضا و رغبت املاک خود را به فیض‌اله بیگی‌ها فروختند عبدالرحمن بیک برای تسلط کامل بر املاک بوکان که از حیث درآمد و حاصلخیزی ممتاز بود با نخست‌وزیر وقت محمدشاه قاجار توافق نموده و نظر او را جلب کرد. پس از عبدالرحمن بیگ فیض‌اله بیگ پسرش (۱۲۶۲-۱۲۰۰ ه.ش) رئیس این طایفه با پشتیبانی و هدایت سردار عزیزخان مکری (۱۲۴۹_۱۱۷۰ ه.ش) وزیر جنگ ناصرالدین شاه، با قدرت و شجاعت مانع تجاوزات ایلات و عشایر زورمند و زورگو نسبت به اهالی این سامان گردید.در این طایفە در میان آنها شعرای نامی و ادیبان با ذوق و برجسته برخواسته‌اند، همچون حسن خان صلاح سۆران(مترجم، شاعر و نویسندە)پروفسورابراهیم خان صلاح(مترجم، محقق و نویسندە) ، دکتر علی گلاویژ( نویسندە، شاعر و مترجم)، و ....
بر روی سنگ قبر فیض‌اله بیگ نام سلطان بیگ برادرش و شیر بیگ پسرش بابا مکری نوشته شده‌است و این عشیره دارای یکصد پارچه آبادی در اطراف بوکان و سقز‌اند.